# Prostomaria cyclostomata
Prostomaria cyclostomata är en mossdjursart som beskrevs av Jean-Loup d'Hondt och Schopf 1984. Prostomaria cyclostomata ingår i släktet Prostomaria och familjen Prostomariidae. Inga underarter finns listade i Catalogue of Life.